# Kanakawad, Shirhatti
Kanakawad là một làng thuộc tehsil Shirhatti, huyện Gadag, bang Karnataka, Ấn Độ.